# Polska Izba Przemysłu Chemicznego
Polska Izba Przemysłu Chemicznego (PIPC) – organizacja pracodawców działająca na podstawie ustawy z dnia 23 maja 1991 r., reprezentująca branżę chemiczną wobec organów administracji publicznej krajowej i zagranicznej oraz organizacji międzynarodowych.
Polska Izba Przemysłu Chemicznego powstała w 1988 r. Zrzesza blisko 150 podmiotów członkowskich.
Działa na rzecz ochrony i umocnienia pozycji konkurencyjnej polskiego przemysłu chemicznego. Jako jedyna polska organizacja jest członkiem rzeczywistym Europejskiej Rady Przemysłu Chemicznego CEFIC.
Od 2013 r. Prezesem Zarządu Polskiej Izby Przemysłu Chemicznego jest dr inż. Tomasz Zieliński.

## Członkowie Polskiej Izby Przemysłu Chemicznego
- Producenci chemikaliów
- Przedsiębiorstwa sektora petrochemicznego i rafineryjnego
- Firmy transportowe, dystrybucyjne
- Przedstawicielstwa firm zagranicznych
- Biura projektowe, firmy konsultingowe

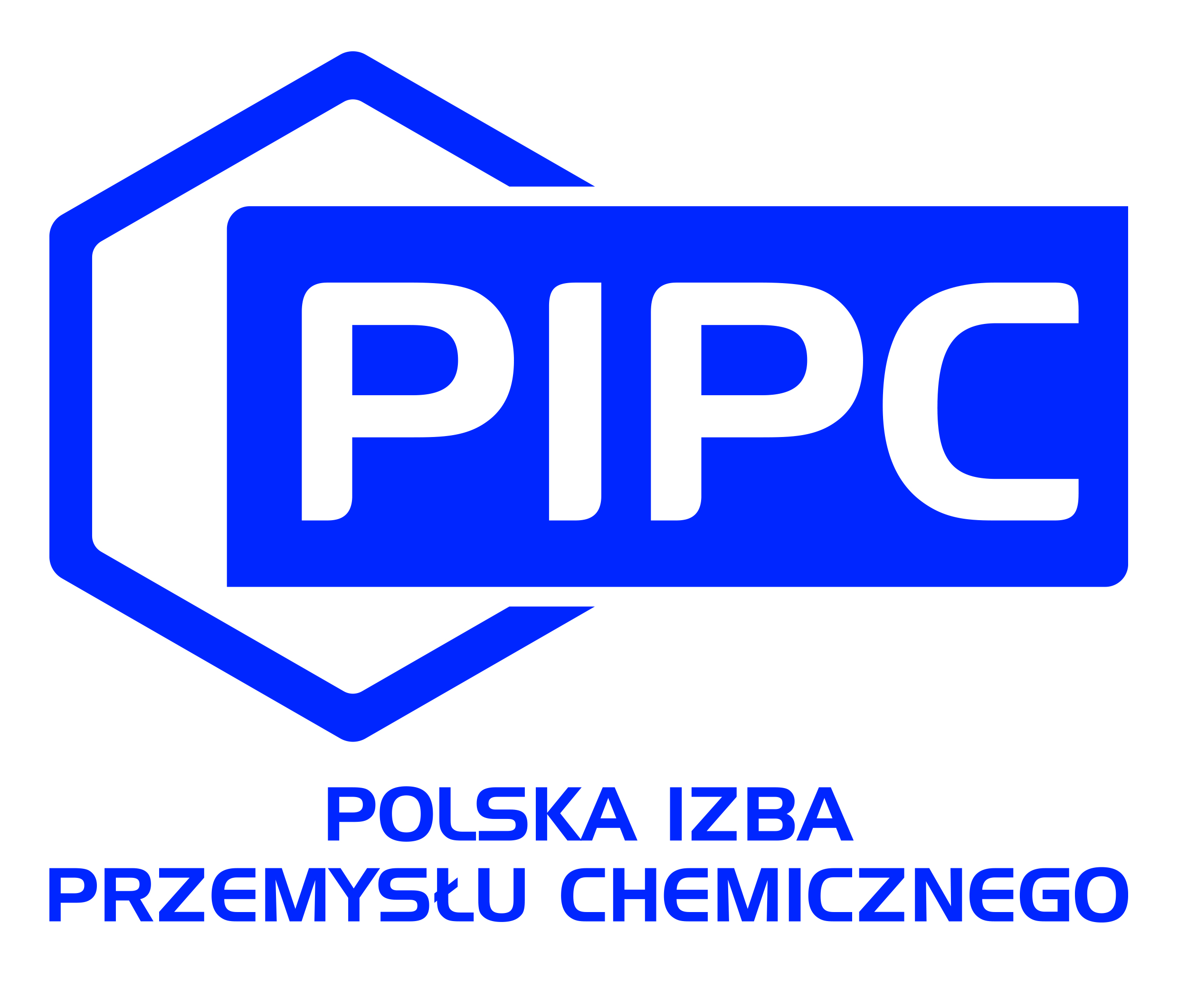
Logotyp Polskiej Izby Przemysłu Chemicznego

- Instytuty naukowe

## Główne cele i przedmiot działalności
Do zadań statutowych Polskiej Izby Przemysłu Chemicznego należy: 
- Wspieranie działań na rzecz rozwoju branży chemicznej
- Oddziaływanie na kształt ustawodawstwa gospodarczego i socjalnego wspierającego zrównoważony rozwój przemysłu chemicznego oraz uwzględniającego prawa i interesy członków
- Reprezentowanie interesów gospodarczych i społecznych Członków na szczeblu ogólnokrajowym i międzynarodowym
- Ochrona praw i reprezentowanie interesów Członków wobec organów władzy i administracji państwowej, organów samorządu terytorialnego i innych władz, związków zawodowych pracowników i innych organizacji

## Obszary działalności
- Rzecznictwo i współpraca z administracją krajową i unijną
- Polityka energetyczno-klimatyczna
- Ochrona środowiska
- Promocja konkurencyjności i ochrona rynku
- Transport i dystrybucja
- Bezpieczeństwo pracy i procesowe
- Zrównoważony rozwój
- Innowacyjność
- Wizerunek i komunikacja

## Komisje tematyczne
W strukturze Polskiej Izby Przemysłu Chemicznego działa pięć komisji tematycznych, w skład których wchodzą Członkowie zrzeszonych organizacji i eksperci zewnętrzni. 
Lista komisji:
- Komisja Badań i Innowacji
- Komisja Bezpieczeństwa i Techniki
- Komisja Gospodarki
- Komisja Środowiska
- Komisja Transportu i Dystrybucji

## Projekty
Polska Izba Przemysłu Chemicznego jest realizatorem wielu projektów wewnętrznych, m.in.:
- Kampania „Polska Chemia”
- Program "Bezpieczna Chemia"
- Projekt "Chemia 4.0"
- Program "ChemHR"

Jest także organizatorem Kongresu "Polska Chemia", będącego jednym z najważniejszych wydarzeń branży chemicznej w Polsce.
Polska Izba Przemysłu Chemicznego sprawuje także bezpośredni nadzór nad realizacją międzynarodowego programu Responsible Care ("Odpowiedzialność i Troska") w Polsce.